# Brusi Sigurdsson
Brusi Sigurdsson (død mellem 1030 og 1035) var en af Sigurd Digres fire sønner (sammen med Thorfinn, Einar og Sumarlidi ). Han var jarl af Orkney sammen med sine brødre fra 1014. Hans liv er beskrevet i Orkneyinga Saga.
1. ↑  Navnet er anført på engelsk og stammer fra Wikidata hvor navnet endnu ikke findes på dansk.